# Kill to Get Crimson
Kill to Get Crimson is het vijfde soloalbum van zanger Mark Knopfler. Er zijn drie versies leverbaar: cd, lp en cd + bonus-dvd.
Het album is opgenomen in Knopflers eigen British Grove Studios. De plaat is gemixt door Chuck Ainlay en gemasterd door Bob Ludwig. Het album kenmerkt zich (in tegenstelling tot zijn voorganger "Shangri-la") door een tamelijk Engelse sfeer. Met dit werk zet Knopfler de lijn door van zijn voorgaande solowerk waarin hij steeds meer afstand lijkt te nemen van zijn vroegere Dire Straits-repertoire en imago. Op Kill to Get Crimson staat luistermuziek; de snelle gitaarsolo's liet Knopfler achterwege. De liedjes beschrijven personen en gebeurtenissen, die te maken hebben met jeugdherinneringen van Knopfler.
Het eerste nummer "True love will never fade" gaat over de opkomst van tattooshops in Engeland en is niet een doorsnee tekst over de liefde zoals op het eerste gezicht lijkt. "The fizzy and the still" vertelt over een uitgerangeerde filmster. "Heart full of holes" lijkt te gaan over een pandjesbaas die ternauwernood de Tweede Wereldoorlog heeft overleefd. "Secondary waltz" is het verhaal van een bokser die vertelt over zijn schoolperiode en het oefenen voor een schooloptreden onder leiding van de gevreesde leraar en ex leger sergeant MacIntyre. "Punish the monkey" gaat over een kleine crimineel ('the monkey') die gestraft wordt, terwijl het werkelijke brein achter de zaak ('the organ grinder') buiten schot blijft.
De titel van het album 'Kill to get Crimson' komt terug in het liedje "Let it all go". Het nummer vertelt het verhaal van een artiest die tegen wil en dank uit plichtsbesef of roeping het beroep uitoefent van een schilder. Als hij dezelfde ambitie bij een pupil van hem ziet, geeft hij hem het dringende advies om ander werk te gaan zoeken.
De albumhoes is een gedeelte van een schilderij van John Bratby (1928-1992) genaamd "Four Lambrettas and Three Portraits of Janet Churchman" geschilderd in 1958.
De "Kill to Get Crimson"-tour, ter promotie van het album, vond plaats van maart tot en met juli 2008. De start was op 29 maart 2008 in de Heineken Music Hall te Amsterdam, waarna de toer de meeste Europese landen, de Verenigde Staten en Canada aandeed.

## Tracklist
1. "True Love Will Never Fade" - 4:21
2. "The Scaffolder’s Wife" - 3:52
3. "The Fizzy and the Still" - 4:07
4. "Heart Full of Holes" - 6:36
5. "We Can Get Wild" - 4:17
6. "Secondary Waltz" - 3:43
7. "Punish the Monkey" - 4:36
8. "Let It All Go" - 5:17
9. "Behind With the Rent" - 4:46
10. "The Fish and the Bird" - 3:45
11. "Madame Geneva’s" - 3:59
12. "In the Sky" - 7:29

## Musici
- Mark Knopfler (gitaar, zang)
- Guy Fletcher (piano/keyboard)
- Glenn Worf (basgitaar)
- Danny Cummings (drums)

Gastartiesten
- Chris White (tenor- en altsaxofoon en klarinet)
- Steve Sidwell (trompet)
- Frank Ricotti (vibrafoon)
- Ian Lowthian (accordeon)
- John McCusker (fiddle)